# Estadio Víctor Jara
Das Estadio Víctor Jara (bis 2004: Estadio Chile) ist eine Mehrzweckhalle im Westen der chilenischen Hauptstadt Santiago de Chile. Sie liegt nahe der Estación Central und der Avenida Alameda. Es wurde im Stile des Rationalismus gebaut und 1949 als Estadio Chile eröffnet. Sie bietet bis zu 6500 Plätze.
2004 wurde sie umbenannt. Der neue Name Estadio Víctor Jara erinnert an den Folksänger Víctor Jara, der mit tausenden anderen Oppositionellen in den zwei wichtigsten Stadien Santiagos, dem Estadio Chile und dem Estadio Nacional de Chile, während des Putsches von 1973 von der chilenischen Armee festgehalten wurden. Jara wurde dabei gefoltert und ermordet.
Heute wird die Halle für die Austragung diverser Sportwettkämpfe, beispielsweise Volleyball oder Basketball, benutzt. Außerdem fanden dort verschiedene Musikveranstaltungen statt. Das Estadio Víctor Jara ist eine Stahlkonstruktion mit 30 cm dicken Stahlbetonwänden. Die Metrohaltestelle Unión Latinoamericana bietet Zugang zum Sportkomplex.

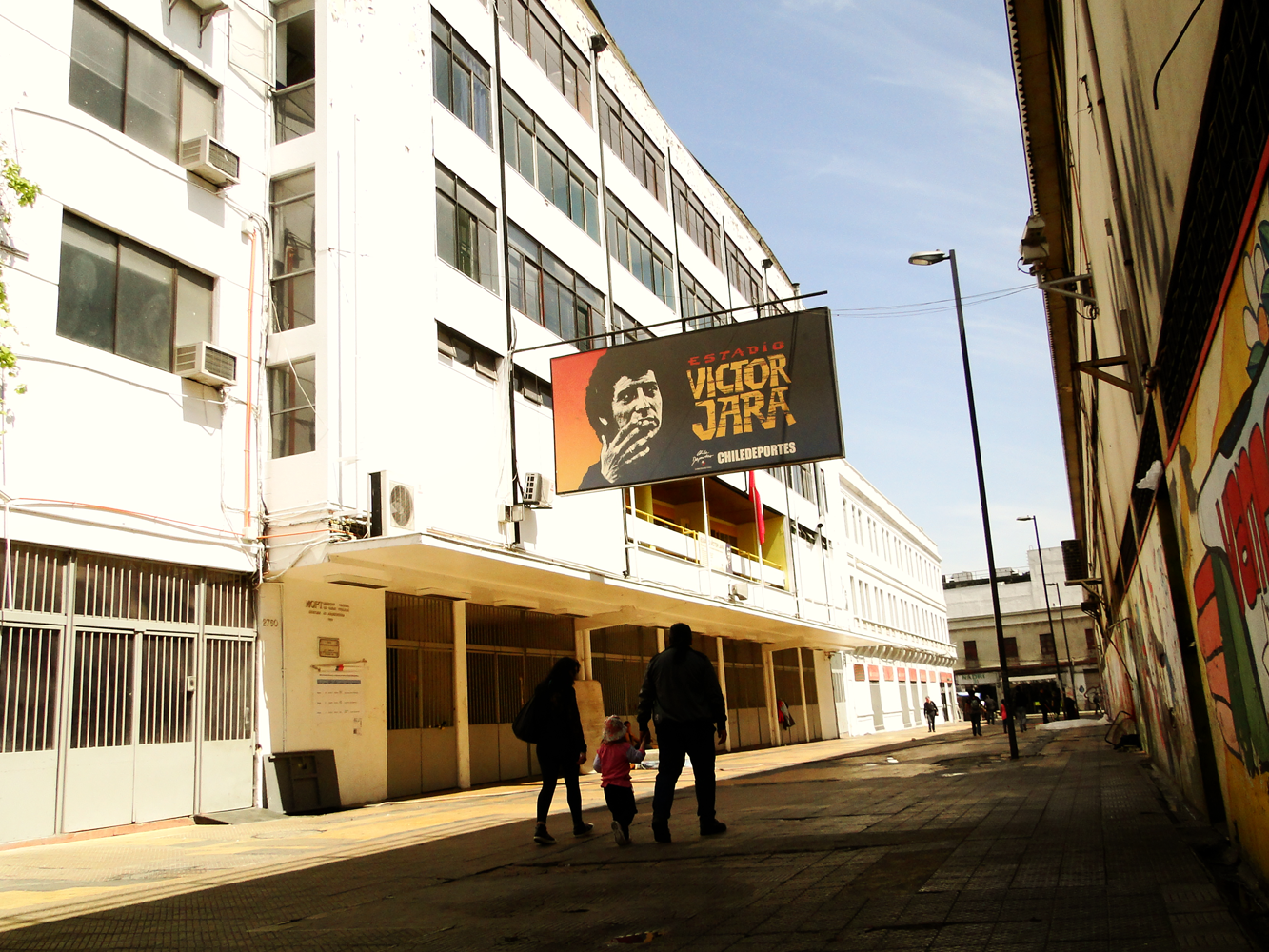
Eingang